# Royal Blood (álbum)
Royal Blood é o álbum de estreia da banda britânica de rock Royal Blood, lançado em agosto de 2014 pela gravadora Warner Bros..
O disco recebeu avaliações favoráveis da mídia especializada e foi indicado ao Mercury Prize de melhor álbum em 2014.

## Faixas
Todas as faixas escritas e compostas por Mike Kerr e Ben Thatcher. 
| N.º            | Título                | Duração |  |
| 1.             | "Out of the Black"    | 4:00    |  |
| 2.             | "Come On Over"        | 2:51    |  |
| 3.             | "Figure It Out"       | 3:04    |  |
| 4.             | "You Can Be So Cruel" | 2:44    |  |
| 5.             | "Blood Hands"         | 3:07    |  |
| 6.             | "Little Monster"      | 3:32    |  |
| 7.             | "Loose Change"        | 2:35    |  |
| 8.             | "Careless"            | 3:21    |  |
| 9.             | "Ten Tonne Skeleton"  | 3:07    |  |
| 10.            | "Better Strangers"    | 4:12    |  |
| Duração total: | Duração total:        | 32:38   |  |